# Sydney Olympic Football Club
O Sydney Olympic Football Club é um clube semi-profissional de futebol com sede em Sydney, Austrália. A equipe compete no National Premier Leagues NSW.

## História
O clube foi fundado em 1957, pela comunidade grega.